# Blancs d'Spagne
Blancs d'Espagne (francosko dobesedno španski belci) je bil izraz, ki se je uporabljal za tiste legitimiste v Franciji, ki so po smrti grofa Henrija Chambordskega leta 1883 namesto orleanističnega kandidata, katerega je podpirala velika večina francoskih rojalistov, podprli španskega karlističnega pretendenta.
Izraz so na splošno uporabljali podporniki pariškega grofa, orleanističnega kandidata, v posmeh svojim ultra-legitimističnim nasprotnikom, ki so iz sovraštva do Orleanske rodbine podprli tujega plemiča namesto orleanističnega kandidata.
Pri oznaki gre za igro besed na kozmetično in čistilno sredstvo, znano kot blanc d'Espagne, ki je bilo prvotno pigment iz belega svinca, kasneje pa bazični bizmutov nitrat ozitoma pripravek iz krede in gline.

## Pretendenti
| Slika | Ime                      | začetek            | konec              | Vez s predhodnikom                                                   |
| ----- | ------------------------ | ------------------ | ------------------ | -------------------------------------------------------------------- |
|       | Janez III.               | 24. avgust 1883    | 18. november 1887  | njegov prapraded je bil brat prapraprapradedka Henrija Chambordskega |
|       | Karel XI.                | 18. november 1887  | 18. julij 1909     | najstarejši sin                                                      |
|       | Jakob I.                 | 18. julij 1909     | 2. oktober 1931    | edinec                                                               |
|       | Karel XII. tudi Alfonz I | 2. oktober 1931    | 29. september 1936 | stric po očetovi strani                                              |
|       | Alfonz I.                | 29. september 1936 | 28. februar 1941   | njegov praded je bil brat dedka Alfonza I.                           |
|       | Jakob II. tudi Henrik VI | 28. februar 1941   | 20. marec 1975     | najstarejši živeči sin (drugi sin)                                   |
|       | Alfonz II.               | 20. marec 1975     | 30. januar 1989    | najstarejši sin                                                      |
|       | Ludvik XX                | 30. januar 1989    | danes              | najstarejši živeči sin (drugi sin)                                   |